# Fédération Française de Handball
Die Fédération Française de Handball (FFHB, deutsch: Französischer Handballverband) ist der nationale Dachverband des Handballsports in Frankreich. Der etwa 470.000 Mitglieder zählende Handballverband wurde 1941 gegründet und ist Gründungsmitglied der Internationalen Handballföderation (IHF) und dessen europäischen Kontinentalverbandes, der Europäischen Handballföderation (EHF). Der Verbandssitz ist das Haus des Handballs in Créteil.
Die ersten organisierten Wettbewerbe waren seit den 1940er die Feldhandball-Meisterschaften für Männer und Frauen. Nach dem Krieg war man Gastgeber des Endturniers der Feldhandball-Weltmeisterschaft der Männer 1948. Aktuell werden vom Verband die nationalen Wettbewerbe Meisterschaft und Pokal durchgeführt.
Die Handball-Weltmeisterschaft der Männer in der Halle wurden in Frankreich erstmals 1970 ausgetragen. Es folgten später die Turniere in 2001 und 2017. Zwischen diesen Ereignissen war Frankreich Gastgeber der Handball-Weltmeisterschaft der Frauen 2007 und dann der Handball-Europameisterschaft der Frauen 2018.
Die französische Frauen-Handballnationalmannschaft gewann die Weltmeisterschaft 2003 in Kroatien und 2017 in Deutschland. Den Titel Europameister holte sich das Team bei der Heim-EM 2018. Das Set vervollständigen konnten die Frauen 2021 mit dem Olympiasieg in Tokio.
Die französische Männer-Handballnationalmannschaft gewann die Goldmedaille bei den Olympischen Spielen 2008 in Peking und 2012 in London und wieder 2021 in Tokio in einer Neuauflage des Finales von Rio 4 Jahre zuvor. Dazu kommen die errungenen Europameistertitel 2006 im Nachbarland Schweiz, 2010 in Österreich und 2014 im Finale gegen den Gastgeber in Dänemark. Weltmeister wurde man insgesamt sechsmal: 1995, 2001, 2009, 2011, 2015, 2017.
Von 1979 bis 2009 nahmen die französischen Handballnationalmannschaften an den Mittelmeerspiele teil und die Frauen konnten dreimal gewinnen. Auch mit seinen Juniorenmannschaften konnte der Verband mehrfach Erfolge erzielen.
Bei den Olympischen Spielen 2020 erreichten die französischen Männer- und Frauenteams den Höhepunkt, indem sie sowohl im Männer- als auch im Frauenturnier den Doppel-Erfolg erzielten – ein Kunststück, das zuletzt 1984 von Jugoslawien erreicht wurde.